# Emma Rossi
Emma Rossi (* 1952 in San Leo; † 20. Oktober 2003) war eine san-marinesische Politikerin.

## Leben
Emma Rossi wurde 1952 in San Leo als Tochter eines san-marinesischen Vaters und einer italienischen Mutter geboren. Als Emma 19 war, starb ihr Vater. Sie schloss das Studium der Literatur und Philosophie an der Universität Bologna 1974 mit einer Promotion ab. Nach dem Studium leitete sie das neugegründete Casa Famiglia in San Marino, ein Heim für elternlose Kinder. 1977 wurde sie Direktorin des Servizio Minori, der neben dem Casa Famiglia auch für Kinder von in Not geratenen Familien, Schulberatung und das Centro Educazione Psicomotoria, eine Bildungseinrichtung für geistig und körperlich behinderte Kinder, zuständig war. Emma Rossi bildete sich neben ihrer beruflichen Tätigkeit in Familientherapie und Psychoanalyse weiter und wurde 1986 in Bologna in Pädagogik promoviert. Im Jahr 2002 wurde sie Rektorin der Grundschule von San Marino.
Rossi setzte sich für die Rechte der san-marinesischen Frauen ein, die erst 1960 das passive und 1973 das aktive Wahlrecht erhielten. Insbesondere setzte sie sich für die Änderung des san–marinesischen Familienrechts ein, nach dem Frauen bei der Heirat mit einem Ausländer ihre Staatsbürgerschaft verloren und ihren Grundbesitz veräußern mussten. Eine Volksabstimmung zur Abschaffung dieses Gesetzes scheiterte 1982, erst 1984 wurde das Gesetz geändert und die Frauen den Männern gleichgestellt.
Emma Rossi zog 1983 für den Partito Socialista Unitario in den Consiglio Grande e Generale, das Parlament San Marinos, ein. Sie gehörte dem Parlament bis zu ihrem Tod 2003 an. Von 1983 bis 1986 war sie Ministerin für Gesundheit und Soziales in der Koalitionsregierung von Partito Comunista Sammarinese, Partito Socialista Sammarinese und PSU. Die Koalition zerbrach 1986 und bis 1988 reagierte eine Koalition von PCS und Partito Democratico Cristiano Sammarinese. Nach den Parlamentswahlen 1988 blieb der PSU, inzwischen umbenannt in Partito Socialista Unitario – Intesa  Socialista, in der Opposition und schloss sich 1990 der Partito Socialista Sammarinese an. Rossi war von 1990 bis 1993 Vorsitzender der PSS. In der 1992 gebildeten Regierung von PDCS und PSS war sie von  1992 bis 1993 Ministerin für Justiz, Kultur und Bildung anschließend von 1993 bis 1997 Ministerin für Territorium, Umwelt und Landwirtschaft. 1997 schied Rossi aus dem Kabinett aus und schloss sich der neugegründeten Socialisti per le Riforme an und war bis 2000 Fraktionsvorsitzende der Partei, die bei den Wahlen 1998 2 Mandate errang. Die SR beteiligte sich von 2000 bis 2001 an der Regierung und Emma Rossi wurde Ministerin für Bildung und Soziales. Bei den Parlamentswahlen 2001 zog sie für den Partito dei Democratici, in dem die SR aufgegangen war, erneut ins Parlament ein. Von Juni bis Dezember 2002 gehörte der PdD der Regierung an und Emma Rossi wurde Innenministerin.
Emma Rossi verfasste mehrere Bücher über Pädagogik und einen Roman Pensione Paradiso.

## Schriften
- La prova del fare – Educatori, ragazzi e handicaps. Edizioni Dehoniane, Bologna 1981.
- Pensione Paradiso (già Porospenìa). Il Lavoro Editoriale, Ancona 1984.
- Un nido per volare. Edizioni Scientifiche Magi, Rom 2000.
- (mit Donatella Celli) Oltre il limite. Edizioni Scientifiche Magi, Rom 2001.

## Ehrungen
2012 wurde die Associazione Emma Rossi gegründet, die 2015 erstmals den Premio Emma Rossi für san-marinesische Bildungseinrichtungen vergibt.